# Hain (Oybin)
Hain je vesnice bez statusu místní části, součást obce Oybin v Horní Lužici v německé spolkové zemi Sasko. Nachází se v zemském okrese Zhořelec a má 104 obyvatel. Leží na severních svazích hřebene Lužických hor na hranicích s Českou republikou. Spolu s ostatními sídly v okrese Zhořelec je Hain součástí Euroregionu Nisa, dobrovolného zájmového sdružení českých, německých a polských obcí, měst a okresů.

## Geografická poloha
Hain leží v nadmořské výšce 520 až 575 metrů mezi severními svahy hory Hvozd (749 m n. m., nejvyšší bod na saské straně vrcholu je ve výši 744 m n. m.) a návrším Jánské kameny (604 m n. m.). Vesnice se nachází přímo na česko-německé státní hranici, která v  těchto místech zároveň představuje hranici mezi okresem Česká Lípa v Libereckém kraji a okresem Zhořelec v Sasku. Sousední českou vesnicí jsou Valy na katastrálním území obce Krompach. Státní hranici zde přetíná místní komunikace s oficiálním hraničním přechodem Krompach / Oybin-Hain, určeným pro pěší a cyklisty. Další hraniční přechod Krompach / Jonsdorf se nachází směrem na severozápad ve vzdálenosti asi 1300 metrů vzdušnou čarou od Jánských kamenů. Kuriózní situace vzniká v místech, kde státní hranice půlí místní komunikaci nebo odděluje od sebe sousední budovy na území Hainu a Krompachu. 

## Historie
Mezi roky 1561 až 1566 nechal Benno von Salze usídlit první osadníky na pozemcích, které zde vznikly po vyklučení lesa, patřícího městu Žitavě. V roce 1564 je sídlo poprvé zmiňováno jako Henügen či Heun, o sto let později jako Heyn nebo Hayn, v 18. století se objevuje jméno Hahn a později opět Hayn. V roce 1800 bylo v Hainu již 26 domů, v roce 1834 zde žilo 138 obyvatel. Převážně to byli tkalci, lesní dělníci nebo kameníci, kteří pracovali v nedalekých kamenolomech u Jonsdorfu, v nichž se těžil tvrdý pískovec, vhodný pro výrobu mlýnských kamenů.
V druhé polovině 19. století s rozvojem turismu se začal zvyšovat zájem i o tuto pohraniční lokalitu. V roce 1880 vybudoval Anton Zippe z Krompachu u Jánských kamenů hostinec "Zur Johannisstein". (Pozn.: budova stojí na české straně bezprostředně u státní hranice, v roce 1922 nechal majitel hostince postavit na vedlejším saském pozemku další objekt pro hosty z Německa). Posléze následovala na území Hainu výstavba dalších penzionů, z nichž řada je v provozu až do 21. století. Při stavbě hostince se u Jánských kamenů našly různé historické předměty, jako halapartna ze 14. století, bronzové hroty šípů, mince, medaile či jezdecká pistole. Tyto archeologické nálezy byly uloženy v muzejní expozici na hradě Oybin.
V dobách Německé demokratické republiky existoval v Hainu, podobně jako v sousedním Krompachu, dětský domov, toto zařízení však bylo v roce 2003 uzavřeno. Od roku 1954 byl Hain součástí zemského okresu Zittau, mezi roky 1994 až 2008 pak okresu Löbau-Zittau, rovněž později zrušeného.

## Galerie

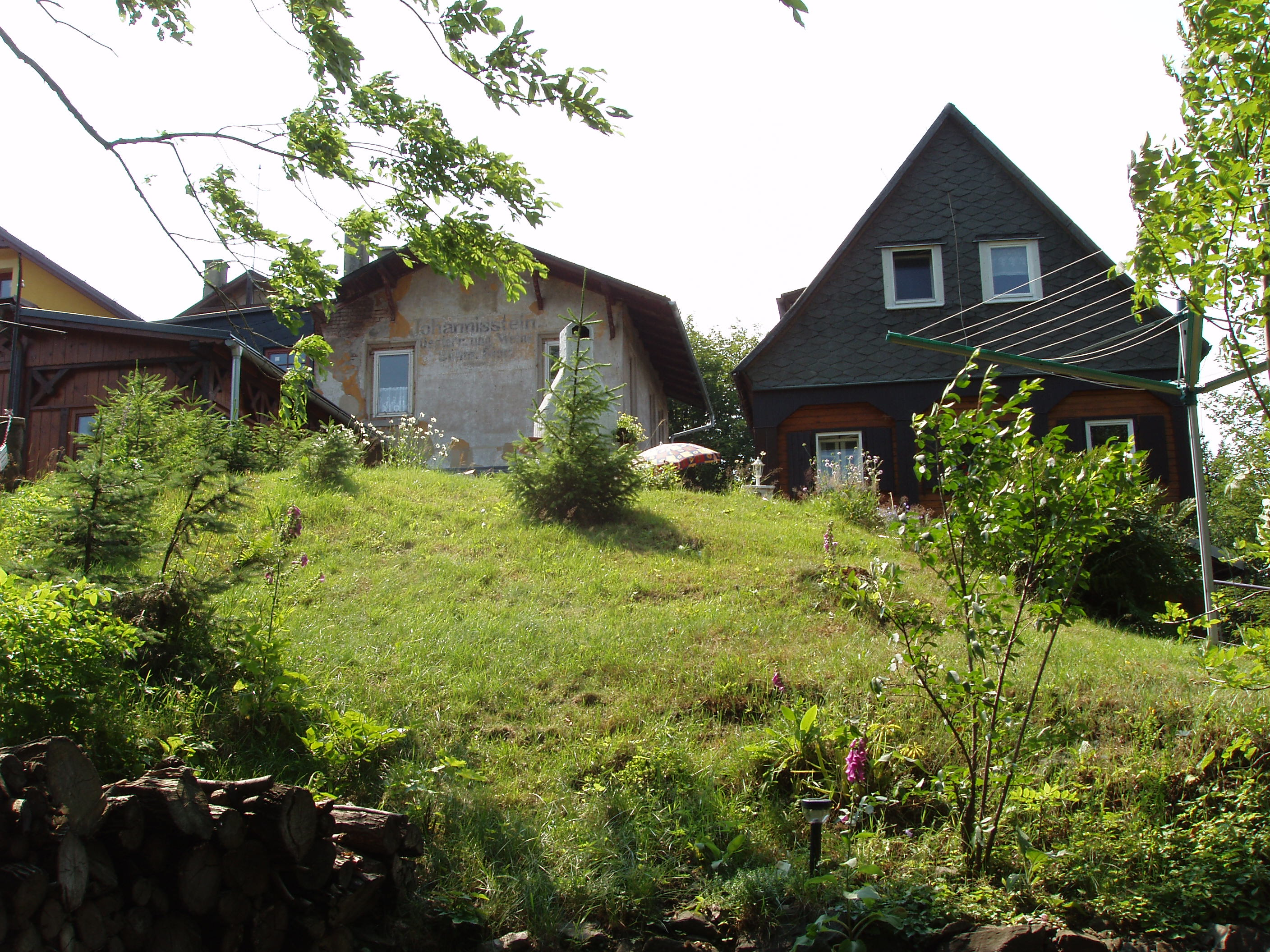
Domy na hranici - vlevo dům v Čechách, vpravo chalupa v Sasku
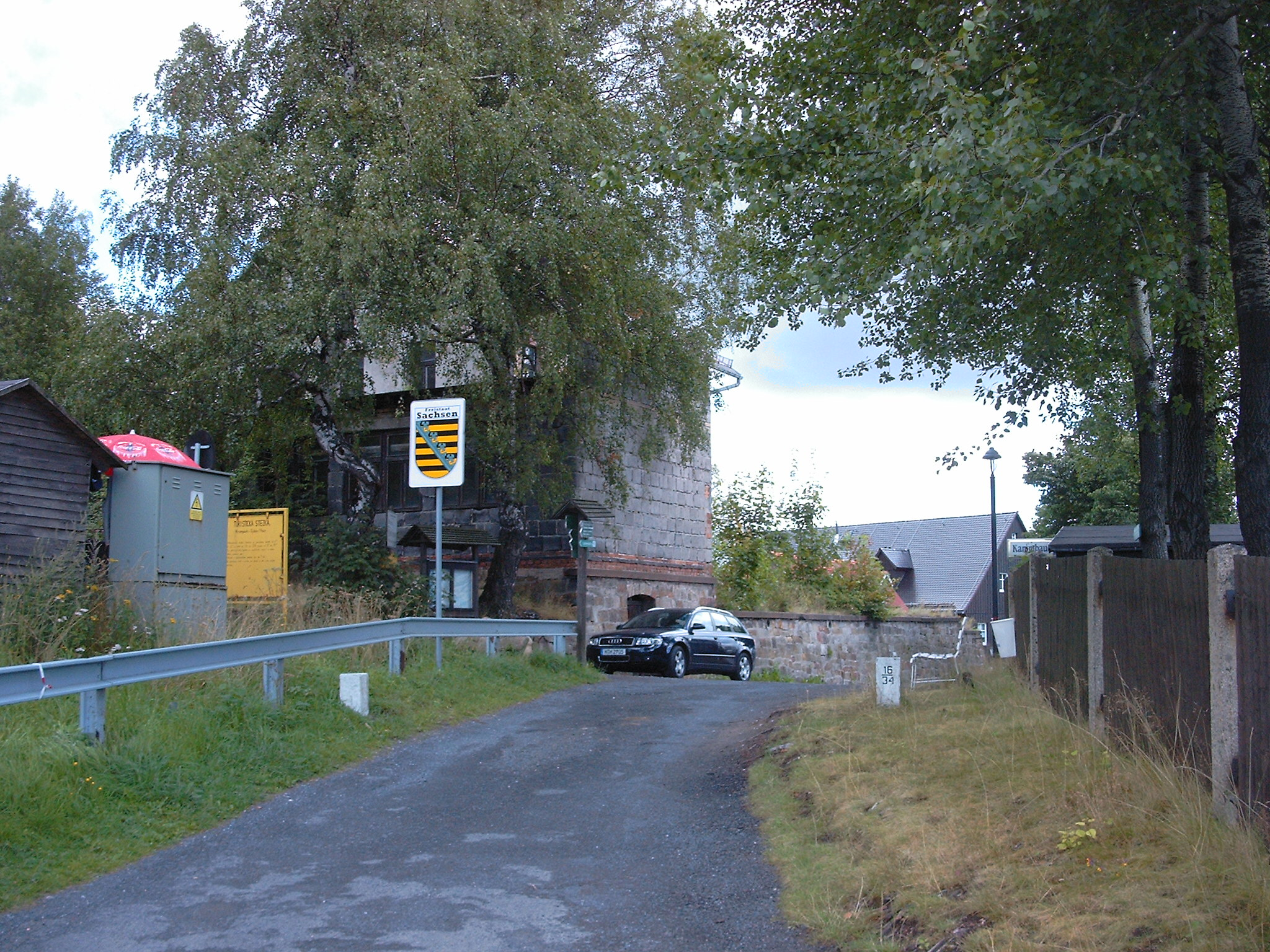
Hraniční přechod Krompach / Oybin - Hain
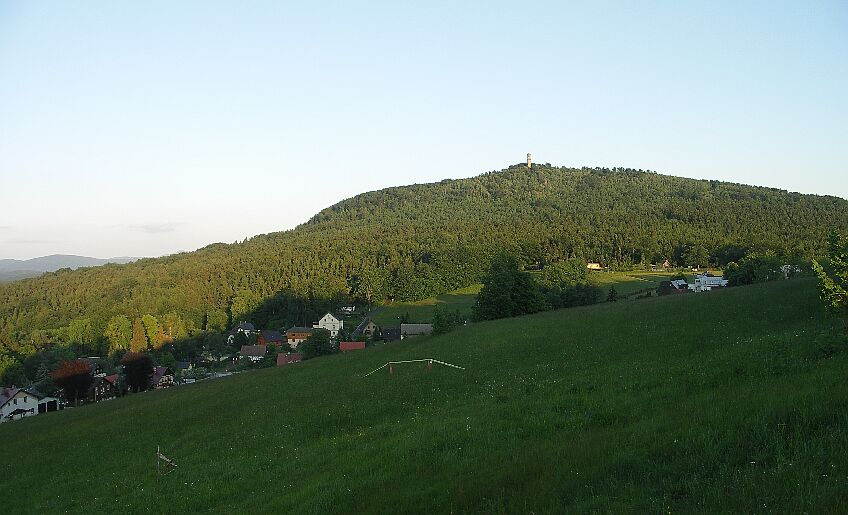
Hain, v pozadí hora Hvozd  s rozhlednou
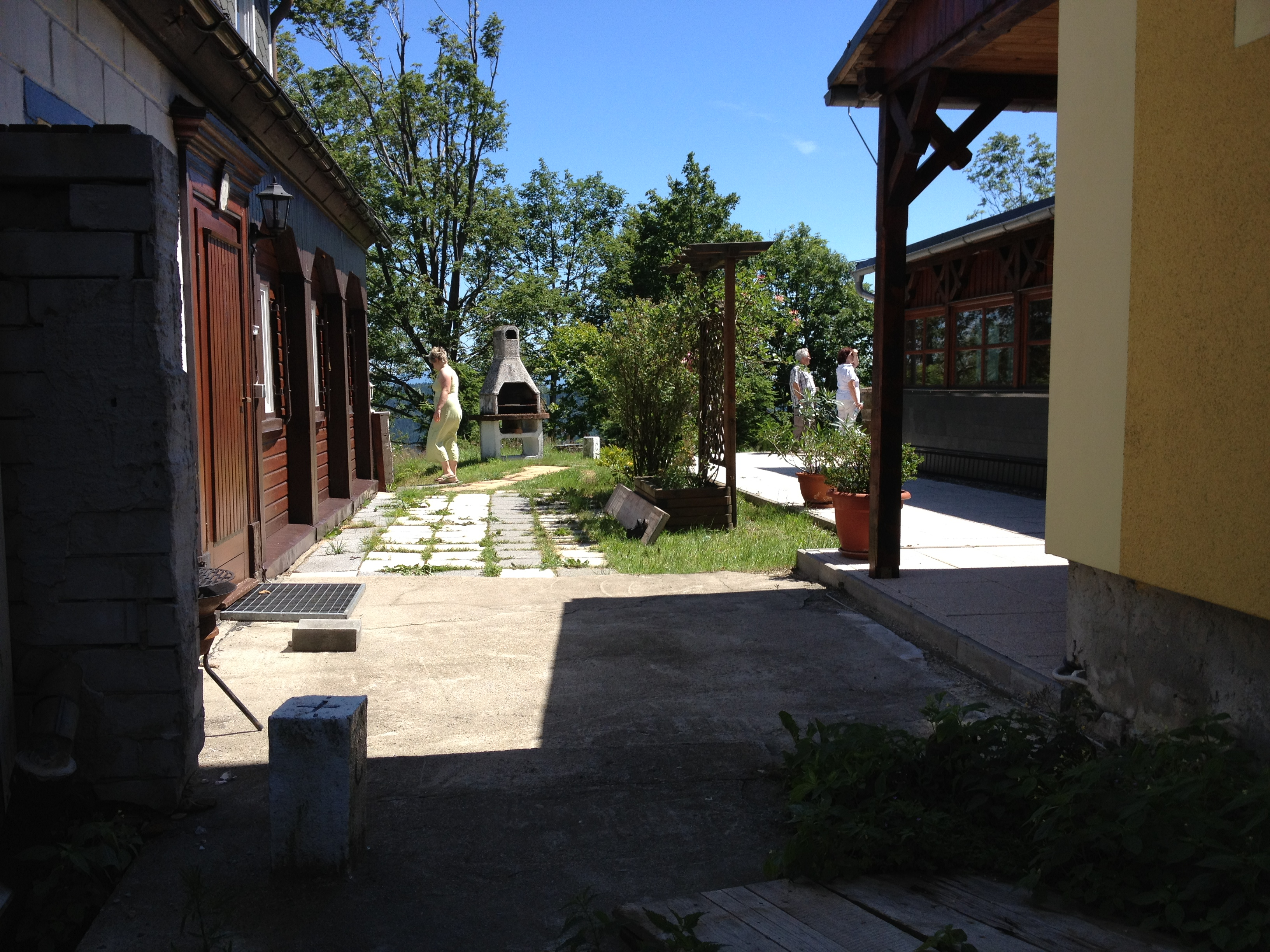
Hraniční kameny mezi českými a německými domy
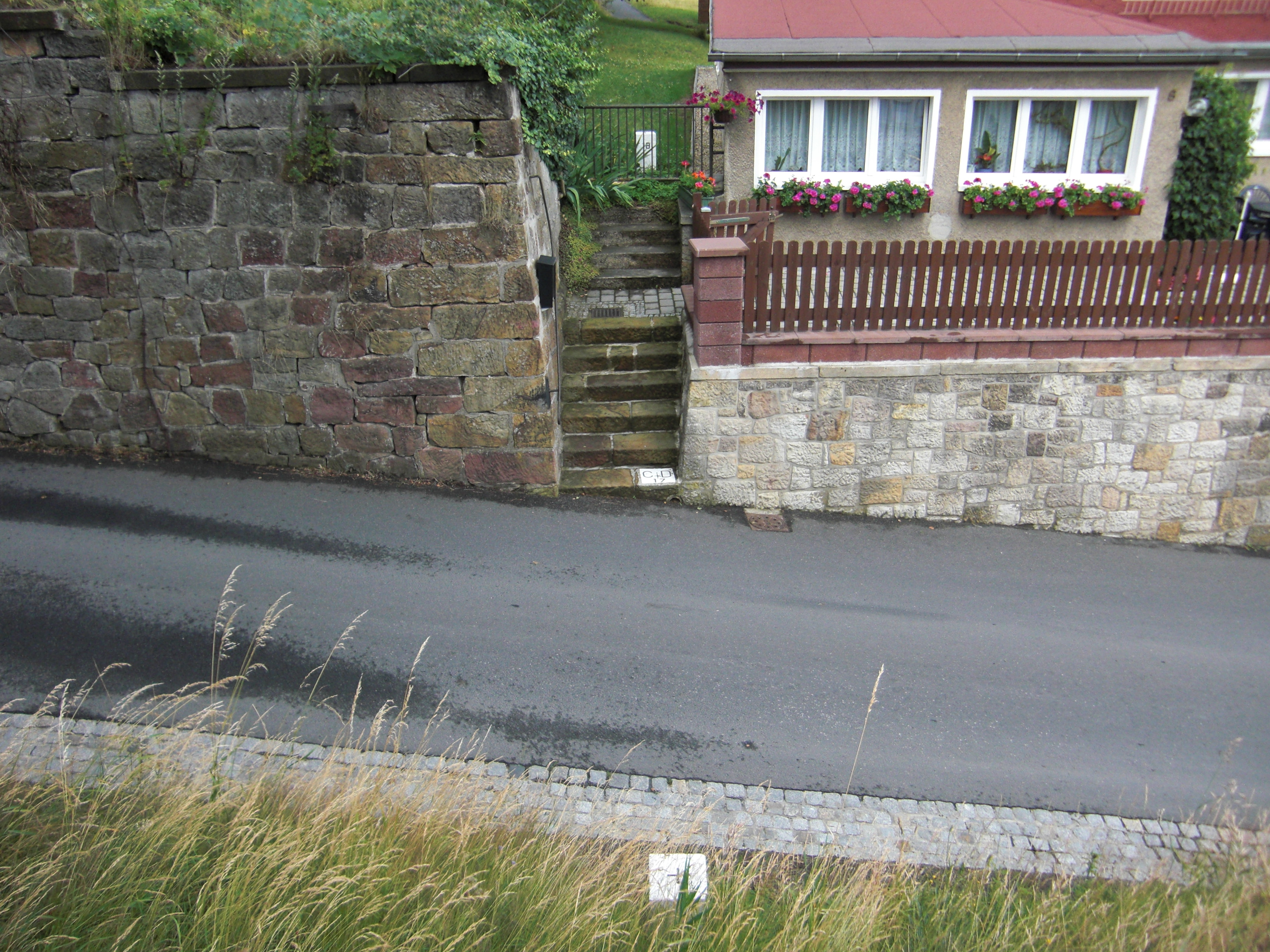
Státní hranice, dělící vstup do domu v Hainu